# Suaeda australis
Suaeda australis är en amarantväxtart som först beskrevs av Robert Brown, och fick sitt nu gällande namn av Horace Bénédict Alfred Moquin-Tandon. Suaeda australis ingår i släktet saltörter, och familjen amarantväxter. Inga underarter finns listade i Catalogue of Life.

## Bildgalleri

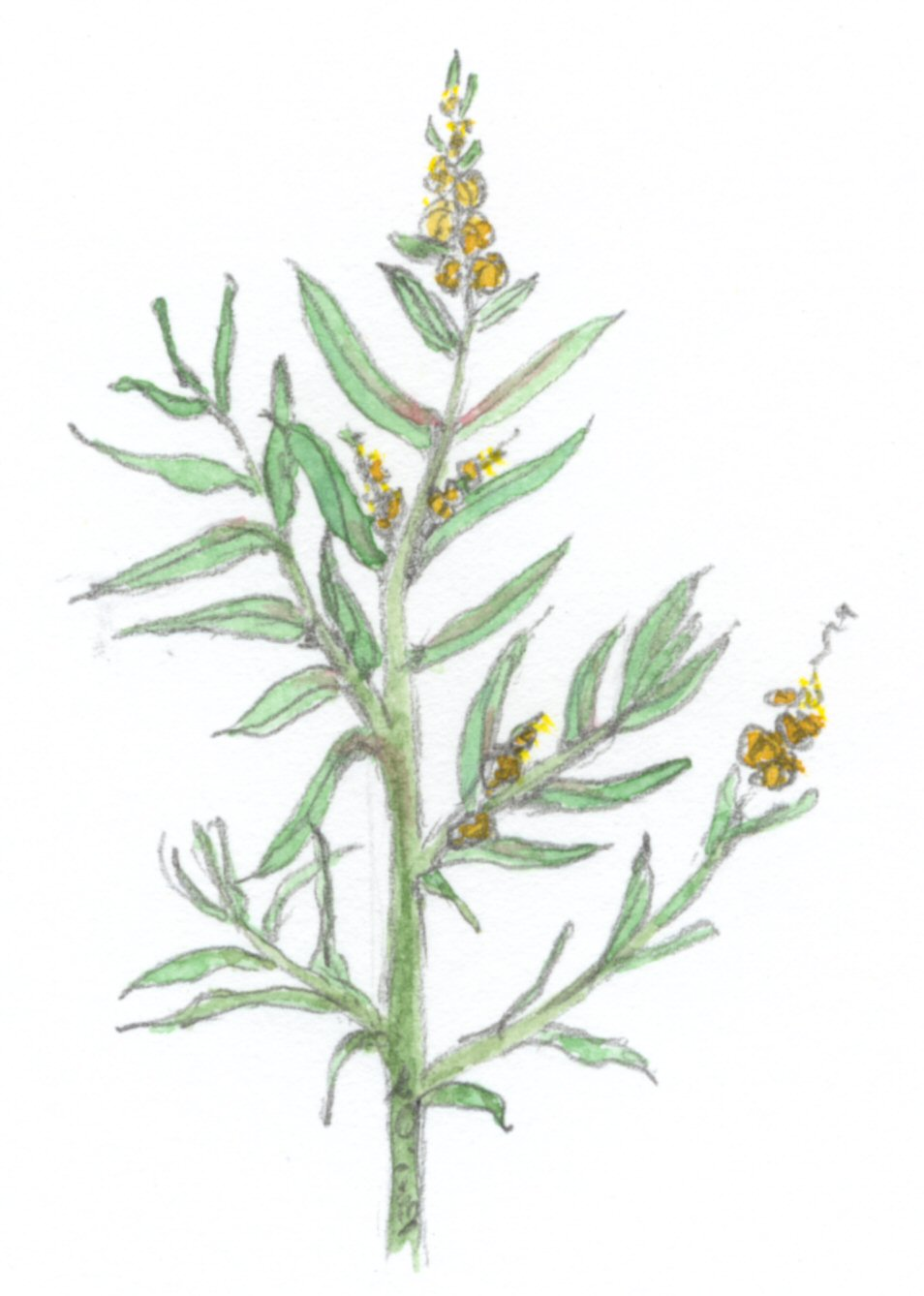